# Stephen Cleobury
 (11 janvier 2017).
Sir Stephen Cleobury, CBE, né à Bromley le 31 décembre 1948 et mort le 22 novembre 2019 à York), est un organiste et chef de chœur britannique.

## Biographie

### Jeunesse
Stephen Cleobury naît à Bromley, dans le Kent. Il est le fils de John F. Cleobury et de Brenda J. Randall. Il a été élève organiste au St John's College à Cambridge, sous la direction musicale de George Guest, et sous-organiste de l'abbaye de Westminster avant de devenir, en 1979, Maître de musique à la cathédrale de Westminster.

## Enregistrements

### CD
(novembre 2019).
En tant que chef d'orchestre :
- 2016 - Duruflé : Requiem (Patricia Bardon (mezzo-soprano), Ashley Riches (baryton-basse), Choir of King's College Cambridge et Orchestra of The Age of Enlightenment)
- 2013 - Britten : Saint Nicolas (le Chœur du King's College et Cambridge)
- 2013 - Mozart : Requiem Réalisations (Chœur du King's College et Cambridge)
- 2012 - Neuf Leçons Et Chants de Noël (Chœur du King's College et Cambridge)
- En 2007, j'ai Entendu une Voix - La Musique De l'Âge d'Or, les Œuvres de Weelkes, Gibbons et Tomkins (Chœur du King's College, Cambridge, Oliver Brett, Peter Stevens)
- 2006 - Brahms : Un Requiem allemand (Chœur du King's College, Cambridge, avec Susan Gritton, Hanno-Muller Brachmann, Evgenia Rubinova et Jose Gallardo)
- 2003 - Mahler : Symphonie n° 2, "Auferstehung" (CUMS avec le MIT et Boston)
- 2003 - Bach : Johannes-Passion (Chœur du King's College, Cambridge, John Mark Ainsley, Stephen Richardson, Catherine Bott, Michael Chance, Paul Agnew et Stephen Varcoe)
- 2002 - Vivaldi : Gloria (Chœur du King's College, Cambridge, avec l'Académie de Musique Ancienne)
- 2001 - Howells : Te Deum & Jubilate (Chœur du King's College et Cambridge)
- 2000 - Haendel : Israël en Égypte (Chœur du King's College, Cambridge, Ian Bostridge, Michael Chance, Susan Gritton et Stephen Varcoe)
- 2000 - Le plus Aimé des Hymnes (Chœur du King's College et Cambridge)
- 1999 - Rachmaninov : Vêpres (Chœur du King's College et Cambridge)
- 1998 - John Rutter : Requiem (Chœur du King's College et Cambridge)
- 1997 - Stanford : Services du Soir dans C et G (Chœur du King's College et Cambridge)
- 1996 - La Collection du Roi (Chœur du King's College et Cambridge)
- 1996 - Allegri : Miserere (Chœur du King's College et Cambridge)
- 1995 - Haendel : Dixit Dominus (Chœur du King's College et Cambridge)
- 1994 - Ikos (Chœur du King's College et Cambridge)
- 1994 - Haendel : Le Messie (le Chœur du King's College, Cambridge, avec Lynne Dawson, Hilary Summers, John Mark Ainsley et Alastair Miles)
- 1994 - Bach : Passion selon Saint-Matthieu (Chœur du King's College, Cambridge, avec Rogers Covey-Crump, Michael George, Emma Kirkby, Michael Chance, Martyn Hill et David Thomas)
- 1990 - Tallis : Spem in alium, Les Lamentations de Jérémie, Responsaries (Chœur du King's College et Cambridge)
- 1988 - Fauré et Duruflé : Requiem (Chœur du King's College, Cambridge, Olaf Bär et Ann Murray)
- 1984 - O Come All Ye Faithful (Favori des Chants de Noël) (Chœur du King's College et Cambridge)

En tant qu'organiste :
- 1993 - Orgue Favoris du King's College, Cambridge, Requiem de Duruflé
- 2004 - Britannique, de la Musique d'Orgue du Roi
- 2007 - L'Orgue des Classiques du King
- 2009 - Le Grand Orgue de King's College

### DVD
En tant que chef d'orchestre :
- Les hymnes du Roi (Chœur du King's College et Cambridge)
- Chants de Noël à partir du Roi (Chœur du King's College et Cambridge)
- Haendel : Le Messie (Chœur du King's College et Cambridge)
- Bach : Johannes-Passion (Chœur du King's College et Cambridge)